# Dynamite Smith

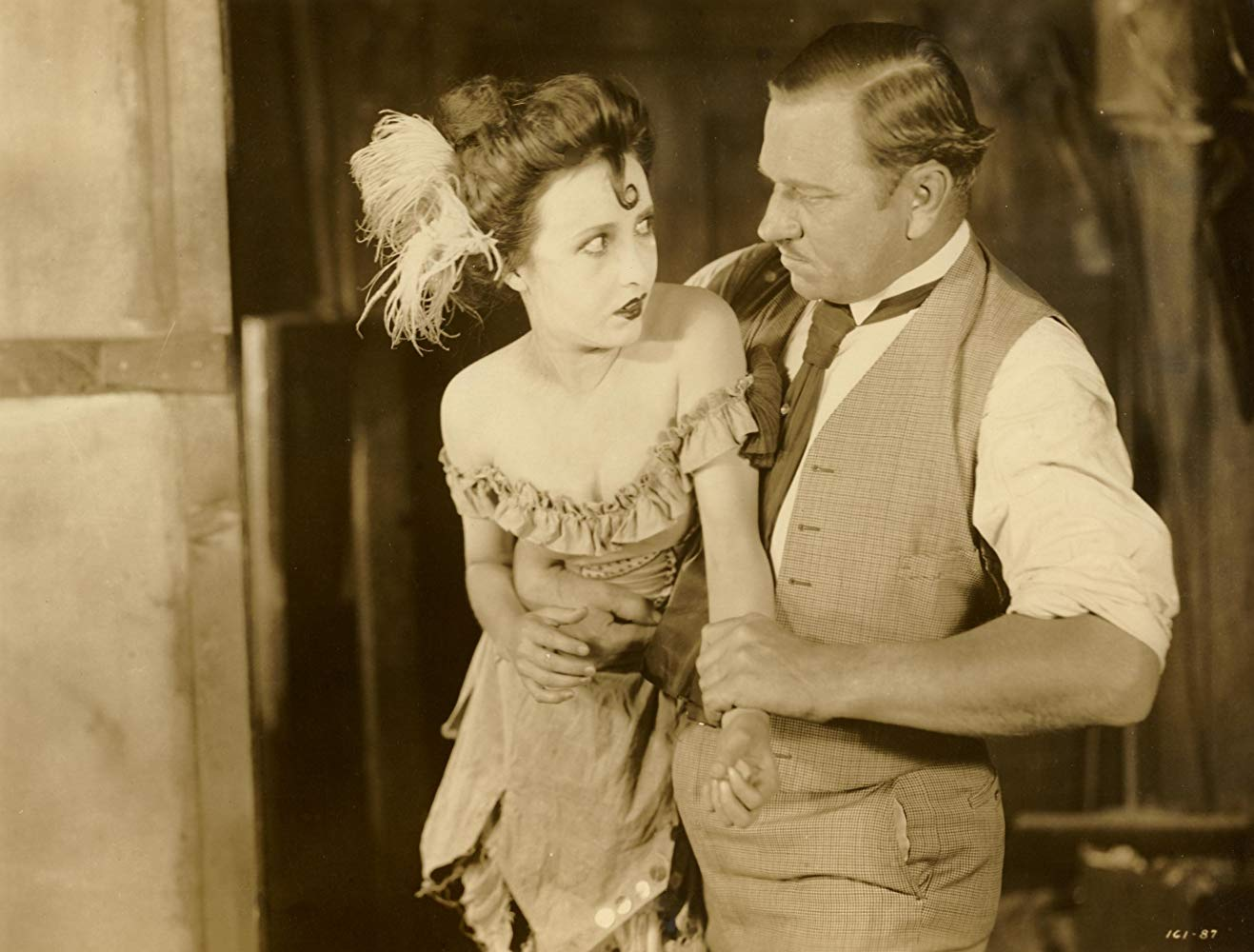
Bessie Love i Wallace Beery en un fotograma de la pel·lícula

Dynamite Smith és una pel·lícula muda dirigida per Ralph Ince i protagonitzada per Charles Ray, Bessie Love i Wallace Beery. Es va estrenar el 12 d’octubre de 1924. Es considera una pel·lícula perduda.

## Argument
Gladstone Smith és un tímid jove periodista de San Francisco una mica poruc que, en la seva primera tasca com a reporter, ha d’investigar sobre un assassinat en un conegut cafè. Incapaç de assabentar-se de res, Gladstone coneix i simpatitza amb Violet l'esposa maltractada de l'assassí, "Slugger" Rourke, que està embarassada. Gladstone acaba escrivint una notícia explicant la brutalitat de “Slugger” Rourke amb la seva dona. La reacció de “Slugger” fa que el periodista sigui acomiadat i que hagi de fugir a Alaska. S'enduu amb ell a Violet amb la idea que el fill creixi lluny dels salons i bars de San Francisco. Slugger els persegueix a Alaska, on neix el bebè, i Violet mor poc després. Gladstone escapa amb el nen i es refugia en un campament on coneix Kitty Gray, la caixera d’un restaurant. Passat un temps acaba esdevenint el sheriff del poblat i planeja casar-se amb Kitty. Aleshores Rourke apareix de nou fent-li la vida impossible. Gladstone decideix no fugir, es fereix una cama amb una destral però atrapa Rourke en una trampa per ossos. Gladstone encén un cartutx de dinamita però tot i que en el darrer moment canvia d'opinió acaba explotant i mata a Slugger. Gladstone, Kitty i el nadó queden finalment fora de perill.

## Repartiment
- Charles Ray (Gladstone Smith)
- Wallace Beery ("Slugger" Rourke)
- Bessie Love (Violet)
- Jacqueline Logan (Kitty Gray)
- Ethelbert Knott (pare Gray)
- Lydia Knott (tieta Mehitabel)
- Russ Powell (Colin MacClintock)
- S.D. Wilcox (Marshall, White City)
- Jim Hart (Faro Dealer)

## Fitxa tècnica
- Productora: Thomas H. Ince Corp.
- Distribució: Pathé Exchange Inc.
- Direcció: Ralph Ince
- Guió C. Gardner Sullivan
- Fotografia: Henry Sharp